# Comuna de Nur
Nur (polaco: Gmina Nur) é uma gminy (comuna) na Polónia, na voivodia de Mazóvia e no condado de Ostrowski (mazowiecki). A sede do condado é a cidade de Nur.
De acordo com os censos de 2004, a comuna tem 3230 habitantes, com uma densidade 31,4 hab/km².

## Área
Estende-se por uma área de 102,85 km², incluindo:
- área agricola: 75%
- área florestal: 18%

## Demografia
Dados de 30 de Junho 2004:
|                      | Total   | Total | Mulheres | Mulheres | Homens  | Homens |
| -------------------- | ------- | ----- | -------- | -------- | ------- | ------ |
|                      | pessoas | %     | pessoas  | %        | pessoas | %      |
| População            | 3230    | 100   | 1598     | 49,5     | 1632    | 50,5   |
| Densidade (pop./km²) | 31,4    | 100   | 15,5     | 15,5     | 15,9    | 15,9   |

De acordo com dados de 2002, o rendimento médio per capita ascendia a 1251,34 zł.

## Subdivisões
- Godlewo Warsze-Godlewo Mierniki, Godlewo Milewek, Godlewo Wielkie, Kałęczyn, Kamianka, Kossaki, Kramkowo Lipskie, Murawskie Nadbużne, Myślibory, Nur, Obryte, Ołowskie, Ołtarze Gołacze, Strękowo, Ślepowrony, Zakrzewo Słomy, Zaszków, Zaszków Kolonia, Zuzela, Żebry Kolonia, Żebry-Laskowiec

## Comunas vizinhas
- Boguty-Pianki, Ceranów, Ciechanowiec, Czyżew-Osada, Sterdyń, Szulborze Wielkie, Zaręby Kościelne